# Cand.scient.bibl.
Cand.scient.bibl. (latin: candidatus/candidata scientiarum bibliotecaris) er betegnelsen på en person, der er indehaver af en kandidatgrad i Informationsvidenskab og kulturformidling fra Det Informationsvidenskabelige Akademi, tidligere Danmarks Biblioteksskole, og siden 1. april 2013 et institut på Københavns Universitet.
Uddannelsen til cand.scient.bibl. er normeret til 2 studenterårsværk eller 120 ECTS-point, og kan i Danmark kun læses på Det Informationsvidenskabelige Akademi. Adgangskravet til uddannelsen er en treårig universitær bachelorgrad (180 ECTS), eksempelvis en bachelorgrad i biblioteks- og informationsvidenskab. Dermed kræver erhvervelsen af cand.scient.bibl.-graden tilsammen 5 års universitetsuddannelse. Den engelske betegnelse er Master of Library and Information Science – MLISc.
En kandidatgrad i biblioteks- og informationsvidenskab består af 4 semestre, og afsluttes med, at den studerende på 4. semester udarbejder et kandidatspeciale. Hvert af de foregående 3 semestre er sammensat af et konstituerende valgfag (15 ECTS) og et frit valgfag (15 ECTS). Igennem hele uddannelsen arbejder den studerende på et avanceret niveau med biblioteks- og informationsvidenskabelige emner. Eksempler på valgfrie moduler er følgende:
- Biblioteksudvikling
- Brugerorienteret systemdesign
- Forskningsevaluering
- Kulturteori
- Samfundsteori
- Litteraturteori
- Litteraturformidling
- Informationsarkitektur
- Kommunikation i vidensorganisationer
- Kommunikation og læring
- Kulturformidling
- Samfundsvidenskabelig metode og videnskabsteori
- Humanistisk videnskabsteori og metode
- Medieteori
- Vidensformer og -medier i kultur og samfund
- Videnshåndtering
- Vidensorganisation
- Vidensteori og domæneanalyse
- Viden- og informationshistorie

Da modulerne er valgfrie er det i høj grad op til den studerende selv at tone uddannelsen i den retning som han/hun har mest interesse for. 
Cand.scient.bibl.er bliver ansat i den private såvel som den offentlige sektor til at varetage formidlings- og udviklingsopgaver, f.eks.:
- Udvikling af et web-baseret mødested for folkebibliotekets musikbrugere, hvor man hente og udveksle musikanmeldelse, deltage i diskussioner og downloade musiknumre.
- Gennemførelse af brugervenlighedstest af en kommunes digitale borgerportal med kommunens borgerservices og selvbetjeningssystemer
- Analyse af arbejdsprocedurer og informationsbehov på medievirksomhed med henblik på udvikling af avanceret søgemaskine til nyhedsarkiv
- Udvikling af navigationsstrukturer og informationsarkitektur for virksomhedsintranet
- Etablering af biblioteks- og studiecenter på gymnasium

Herudover giver en kandidatgrad i biblioteks- og informationsvidenskab også mulighed for en akademisk forskningskarriere ved at indgå i en treårig forskeruddannelse, hvorved man kan erhverve sig en ph.d.-grad Arkiveret 2. juni 2011 hos  Wayback Machine. 

## Eksterne links
- Uddannelsens studieordning Arkiveret 10. juli 2011 hos  Wayback Machine.
- Bekendtgørelse om bachelor- og kandidatuddannelser m.v. ved Danmarks Biblioteksskole (Uddannelsesbekendtgørelsen)